# Брњак
Брњак (код локалног становништва уобичајени су и називи Брњаци и Брњаке) је насеље у општини Зубин Поток на Косову и Метохији. Овде се налази Манастир Брњак.

## Географија
Атар насеља се налази на територији катастарске општине Брњак површине 2.981 ha. Некада једно од највећих села Ибарског Колашина, и налази се у сливу Брњачке реке која тече са обронака Мокре Горе. Налази се 25 km западно од Косовске Митровице. Делови насеља су Пресека, Башча, Ћуковац, Поповиће, Јаковљевиће, Швиковиће... ово су разбацани делови који заједно чине Брњак.

## Историја
Због пута који је водио из Метохије у долину Рашке и због непосредне близине Јелеч града (Јеленин Град), Брњак је постао једно од важнијих насеља у Колашину. У Брњацима, на месту познатом као Јерињино Село или Јелач До је био дворац краљице Јелене Анжујске, жене краља Уроша I и мајке краља Милутина и краља Драгутина. Као двор Јеленин Брњаци се помињу већ од 1267/68.
У оквиру дворца је била чувена краљичина школа за васпитавање младих девојака. У месту Крње откривени су остаци цркве и гробља у њеној близини. Други остаци су везани за Саставце на развођу Брњачке и Оклачке реке при самом ушћу у Ибар. Ту је вероватно живела Краљица Јелена, јер су откривени остаци зграда врло великих димензија. У турском попису из 1455. године каже се да Брњак има 30 српских кућа. Према записима из каснијег турског доба, у близини манастира Светог Петра Коришког и његове испоснице пронађене су мошти овог пустињака и светитеља. У селу се налазила црква Св. Недеље од које су данас остале само рушевине.
Село је висећим мостом који прелази преко језера Газиводе повезано са магистралним путем Рибариће-Косовска Митровица на којем је и контролни пункт и административни прелаз Милиције Србије. После ослобађања од турске власти место је у саставу Звечанског округа, у срезу митровичком, у општини брњачкој и 1912. године има 473 становника (заједно са засеоцима Башче, Добрићи, Јеремићи, Поповићи, Ћуковац и Швиковићи). У периоду 1952—1955. година Брњак је био седиште Општине Брњак у саставу Звечанског среза за данашња насељена места: Бабиће, Бања, Брњак, Витаково, Вукојевиће, Горње Вараге, Драгалица, Клечке, Оклаце и Пресека. Укидањем општине Брњак њена територија је ушла у састав општине Зубин Поток.

## Демографија
Насеље има српску етничку већину.
Број становника на пописима:
- попис становништва 1948. године: 531
- попис становништва 1953. године: 560
- попис становништва 1961. године: 550
- попис становништва 1971. године: 472
- попис становништва 1981. године: 272
- попис становништва 1991. године: 207